# 굿 플레이스 시즌 2
판타지 코미디 텔레비전 시리즈 《굿 플레이스》의 두 번째 시즌은 마이클 슈어가 감독을 맡았으며, 미국 NBC에서 2017년 9월 20일부터 방영되었다. 시즌 2는 프레뮬론, 3 아츠 엔터테인먼트, 유니버설 텔레비전에서 제작했다. 총 13개의 에피소드로 구성되었으며, 2018년 2월 1일에 방영을 마쳤다.
《굿 플레이스》의 줄거리는 최근에 세상을 등지고 사후 세계에서 깨어난 젊은 여성 엘리너 셸스트롭(크리스틴 벨)이 생전 행했던 선한 행동 덕분에 마이클(테드 댄슨)이 설계한 천국을 닮은 유토피아인 굿 플레이스의 초대를 받으며 시작된다. 하지만 엘리너는 본인이 실수로 굿 플레이스에 보내졌음을 깨닫고 자신이 과거부터 현재까지 행한 나쁜 일들을 숨기려고 한다. 윌리엄 잭슨 하퍼, 자밀라 자밀, 매니 저신토 또한 굿 플레이스의 다른 주민들로 출연하고, 다시 카든은 이들은 돕는 프로그래밍된 존재로 함께한다. 각각의 에피소드 순서는 오프닝 타이틀 시퀀스 다음에 '챕터 (숫자)'로 표시되었다.

## 등장 인물

### 주연

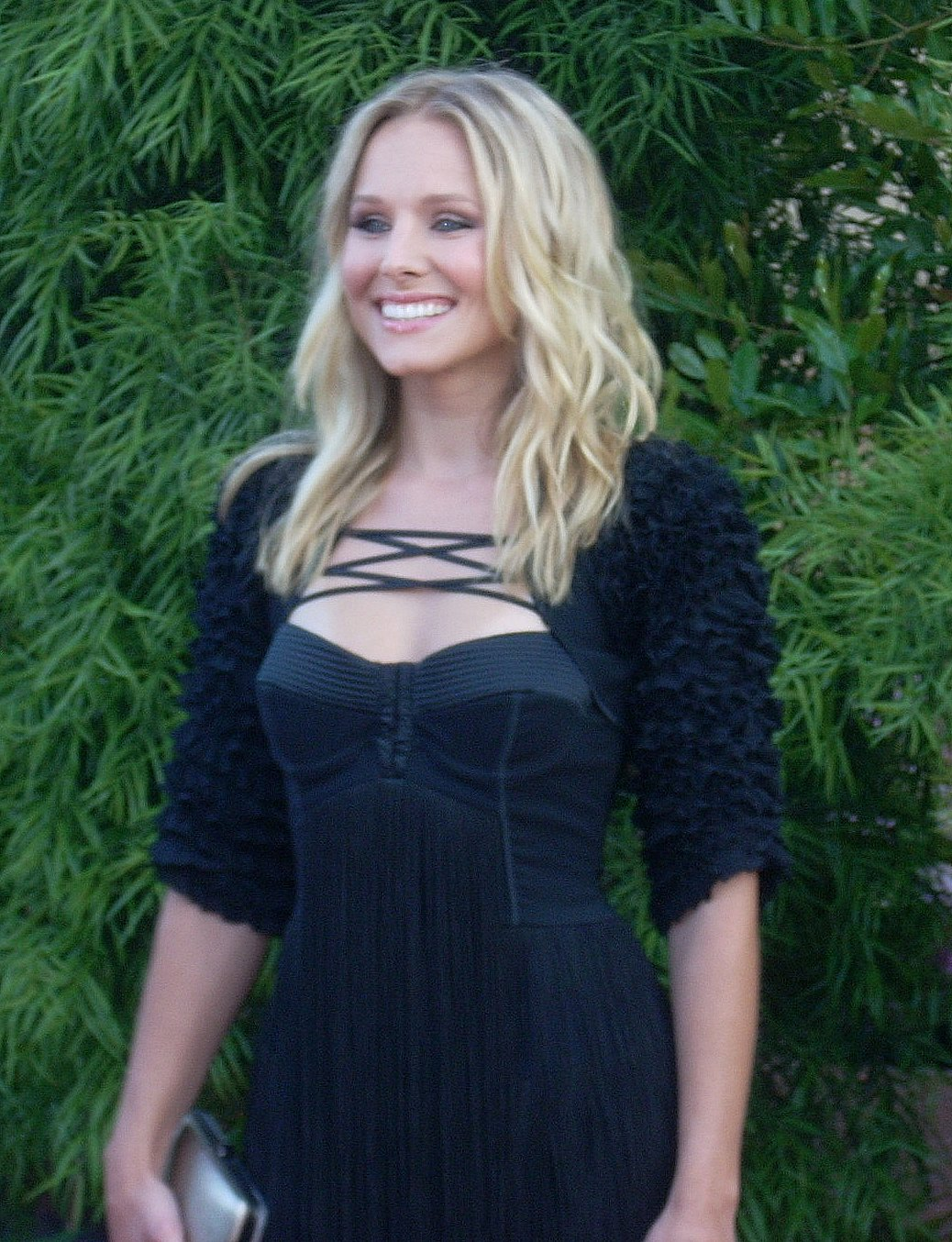
주인공 엘리너 셸스트롭 역을 맡은 크리스틴 벨

- 크리스틴 벨 - 엘리너 셸스트롭 역, 애리조나주 피닉스 출신의 이기적인 영업 사원으로 사망 후 실수로 굿 플레이스에 발을 들여 놓는다. 굿 플레이스에서 자신의 자리를 지키기 위해 치디에게 더 나은 사람이 되기 위한 기본을 가르쳐 달라고 요청한다.[2][3]
- 윌리엄 잭슨 하퍼 - 치디 아나곤예 역, 나이지리아에서 태어난 세네갈인 윤리학 및 도덕철학 교수로, 사망 후 굿 플레이스에 오게 된다. 마이클의 굿 플레이스 첫 번째 실험에서 치디는 엘리너의 소울메이트로 지정되며, 그녀를 더 나은 사람으로 만들기 위해 윤리 수업을 진행한다.[4]
- 자밀라 자밀 - 타하니 알자밀 역, 생전 영국의 부유한 자선가로 자신이 굿 플레이스에 속한다고 믿는다. 처음에는 그녀의 긍정적인 태도, 잘난 체하는 말투, 유명인과 친분을 언급하는 습관을 싫어하던 엘리너와 의외의 우정을 맺게 된다.[5]
- 다시 카든 - 재닛 역, 프로그래밍된 굿플레이스의 가이드이자 정보원으로 굿 플레이스의 주민들이 원하는 모든 것을 제공할 수 있는 능력을 갖고 있다. 이후 재닛은 조금 더 인간적인 성향을 갖게 되고 원래 설계된 방식과는 다르게 행동하기 시작한다.
  - 카든은 배드 재닛 역도 맡았는데, 주민들에게 제대로 응답하지 않도록 설계된 무례한 버전의 재닛이다.[6]
- 매니 저신토 - 제이슨 멘도사 역, 플로리다주 잭슨빌 출신의 아마추어 DJ이자 마약상으로 실수로 굿 플레이스에 발을 들여 놓는다. 처음에는 굿 플레이스의 주민들에게 지안유 리라는 이름의 침묵 서약을 지키고 있는 대만의 승려로 소개된다. 나중에 제이슨은 미숙하고 머리가 나쁘면서도 마음이 따뜻한 잭슨빌 재규어스와 블레이크 보틀스의 팬으로 밝혀진다.[7]
- 테드 댄슨 - 마이클 역, 엘리너, 치디, 타하니, 제이슨이 머물고 있는 굿 플레이스 지역을 관리하는 설계자이다. 종이 클립을 가지고 노는 것이나 누군가의 자동차 열쇠를 찾는 것과 같이 인간 생활의 평범한 면에 대한 깊은 애착을 갖고 있다. 첫 번째 시즌 마지막 에피소드에서 자신이 네 명의 인간을 속이고 있었으며 실제로는 그들을 고문하는 악마였음이 밝혀지지만, 나중에 그들과 한 팀을 이룬다. '마이클'이라는 이름은 '누가 하나님과 같은가?'라는 뜻을 가진 히브리어 이름이다.[8]

### 조연
- 티야 서카 - 비키 센굽타 역, 배드 플레이스의 악마로 마이클이 처음에 고문 계획을 실행했을 당시에 주인공들에게 '진짜 엘리너 셸스트롭'으로 소개되었다.
- 마크 에번 잭슨 - 숀 역, 마이클의 악한 상사로 마이클에게 고문 실험을 실행하도록 두 번의 기회를 주지만 나중에 마이클의 배신을 알게 되자 그에게 등을 돌린다.[9]
- 메리베스 먼로 - 민디 세인트클레어 역, 기업 변호사이자 코카인 중독자로 죽기 전에 굿 플레이스 점수를 간신히 얻어 자신만의 미디엄 플레이스에서 머물게 된다.
- 제이슨 맨추커스 - 데릭 역, 재닛이 인공적으로 만들어낸 괴짜 남자친구이다.
- 리베카 헤이즐우드 - 카밀라 알자밀 역, 경쟁심이 많고 대단한 성공을 거둔 타하니의 여동생이다.
- 마야 루돌프 - 젠 판사 역('하이드로젠'을 줄여 부름), 굿 플레이스와 배드 플레이스 사이의 차원 간 문제를 다루는 영원의 판사이다.
- 조시 시겔 - 글렌 역, 굿 플레이스 주민처럼 행세하는 배드 플레이스 악마이다. 시겔은 원래 이 드라마의 작가로, 첫 시즌에 배역을 맡은 배우가 여행 비자를 받지 못하면서 대신 이 역할로 투입되었다.[10]

### 단역
- 레슬리 그로스만 - 도나 셸스트롭 역, 엘리너의 어머니이다.
- 댁스 셰퍼드 - 쳇 역, 해로운 남성성의 죄를 지고 있는 인간을 고문하는 역할을 맡은 배드 플레이스의 악마이다. 셰퍼드는 이 시리즈의 주인공인 엘리너 셸스트롭 역을 맡은 크리스틴 벨의 실제 남편이기도 하다.

## 에피소드 목록
| 전체 번호 | 시즌 번호 | 제목 한국어판 제목                                                | 감독            | 작가                      | 본 방송 날짜     | 제작 번호 | 미국 시청자 수 (100만) |
| --- | --------- | ----------------------------------------------------------------- | --------------- | ------------------------- | ---------------- | --------- | ---------------------- |
| 14 | 1         | "Everything Is Great!" (Part 1) "굿 플레이스는 순항 중!" (1부)    | 트렌트 오도널   | 젠 스태츠키               | 2017년 9월 20일  | 201       | 5.28                   |
| 엘리너와 치디, 타하니, 제이슨의 기억은 모두 지워지고 네 사람은 배드 플레이스에서 다시 시작을 맞는다. 숀은 마이클의 계획이 실패해 결국 그가 은퇴하게 될 것이라고 생각한다. 재닛은 엘리너가 기억이 지워지기 전에 적어 놓고 자신에게 맡겨 두었던, 치디를 찾으라는 내용의 쪽지를 엘리너에게 쥐어준다. 치디는 자신의 소울메이트가 될 가능성이 있는 두 명 중 한 명을 선택해야 하는 상황에 놓인다. 치디가 자신에게 가장 이상적으로 보이는 안젤리크를 선택하려는 순간, 마이클은 치디가 아무런 공통점을 느끼지 못했던 페비타를 그의 진짜 소울메이트로 결정짓는다. 엘리너는 치디를 찾아내지만 자신이 처한 상황에 신경 쓰느라 정신이 없던 치디는 엘리너를 돕지 않으려 한다. 타하니는 자신의 소울메이트인 토마스가 키가 작고 세련되지 못한 취항을 지녔고, 둘의 집 또한 작고 비좁아서 불만을 가진다. 마이클은 환영 파티에서 엘리너를 술에 취하게 해 나쁜 행동을 하도록 유도하지만, 대신 타하니가 술에 취해 소란을 피운다. |           |                                                                   |                 |                           |                  |           |                        |
| 15 | 2         | "Everything Is Great!" (Part 2) "굿 플레이스는 순항 중!" (2부)    | 트렌트 오도널   | 조 맨디                   | 2017년 9월 20일  | 202       | 5.28                   |
| 제이슨의 새로운 소울메이트인 루앙은 승려로, 그의 영적 동반자 역할을 맡는다. 루앙은 제이슨을 따라다니며 그의 모든 행동을 따라하는데, 이로 인해 제이슨은 지루해하고 도망치고 싶어한다. 제이슨은 자신에게 친절한 재닛에게 매력을 느낀다. 이전에 '진짜 엘리너' 역할을 맡았던 비키는 피자 가게 주인 데니스라는 새롭지만 비중이 적은 역할을 마음에 들어하지 않는다. 치디는 엘리너의 쪽지가 자신의 책을 찢은 일부라는 걸 깨닫고, 이전에 서로 만난 적이 있는지 의심한다. 엘리너는 자신의 집에서 자신이 굿 플레이스에 속하지 않는다고 고백한다. 마이클, 재닛, 타하니, 제이슨을 비롯해 모든 사람의 소울메이트가 모인다. 타하니와 제이슨이 공개적으로 불만을 표시하고, 엘리너는 자신들이 굿 플레이스에 있지 않다는 것을 알아차리고 쪽지를 공개한다. 마이클은 다시 사람들의 기억을 지워버리고 굿 플레이스를 재부팅하지만, 세 번째 시도를 허락하지 않는 숀에게 이 사실을 숨긴다. |           |                                                                   |                 |                           |                  |           |                        |
| 16 | 3         | "Dance Dance Resolution" "댄스 댄스 레볼루션"                     | 드루 고더드     | 메건 앰램                 | 2017년 9월 28일  | 203       | 4.67                   |
| 마이클은 수백 번이나 마을을 재부팅하지만, 엘리너(한 번은 제이슨)는 매번 자신이 속해 있는 굿 플레이스의 진실을 깨닫는다. 802번째 버전에서 엘리너와 치디는 마이클이 설계한 배드 플레이스에 대해 불평하는 마을 사람들의 대화를 엿듣게 되고, 자신들의 기억이 지워졌음을 알게 된다. 엘리너, 치디, 재닛은 미디엄 플레이스로 향하는 기차에 몸을 싣고, 그곳에서 민디 세인트클레어는 엘리너가 벌써 미디엄 플레이스에 16번째 방문했음을 알려준다. 민디는 지금까지 엘리너와 그녀의 친구들이 마이클을 물리칠 새로운 계획을 가지고 항상 마을로 되돌아갔으며, 엘리너와 치디는 서로 사랑을 고백하고 하룻밤을 같이 보내기도 했다고 알려준다. 한편 마을에서는 비키를 비롯한 다른 마을 사람들이 파업에 들어간다. 비키는 마을 사람들의 개별적인 요구사항을 제시하고, 숀에게 수백 번의 재부팅 시도를 폭로하겠다고 협박하며 마이클의 역할을 차지하려고 한다. 제이슨은 마이클에게 생전에 자신이 속한 댄스 크루가 댄스 대결을 벌였을 때 상대 댄서의 타이어에 구멍을 내려고 했던 일을 이야기한다. 그리고 엘리너가 미디엄 플레이스에서 돌아와 네 사람을 이끌고 마이클과 대면했을 때, 마이클은 그들과 동맹을 맺자고 제안한다. |           |                                                                   |                 |                           |                  |           |                        |
| 17 | 4         | "Team Cockroach" "팀이 될까?"                                     | 모건 새킷       | 댄 스코필드               | 2017년 10월 5일  | 204       | 4.17                   |
| 마이클은 주인공 네 사람을 자신의 계획에 끌어들이려 한다. 그 계획이란 마이클이 재부팅을 하지만 네 사람의 기억을 남겨둠으로써 그들이 고문 당하는 척 연기하는 것이다. 만약 이를 거부한다면 네 사람은 다시 속임수를 알아차릴 것이고 비키는 마이클의 재부팅을 폭로할 것이며, 결국 네 사람은 기존의 지옥에서 고문을 받게 될 것이고 마이클 자신 또한 영원히 불에 탈 것이라고 마이클은 주장한다. 또한 마이클은 네 사람과 자신을 진짜 굿 플레이스에 가게 해주겠다고 약속한다. 치디는 생전 자신의 성공적이지 못했던 윤리학 연구를 인정하며 이 제안에 빠르게 동의한다. 제이슨은 상황을 이해하지 못하지만 마이클의 나비 넥타이가 그의 신뢰를 얻는다. 타하니는 자신이 굿 플레이스에 속한다고 주장하지만, 마이클이 그녀가 어떻게 죽었는지 밝히자 수그러든다. 생전에 자기 집착이 강했던 타하니는 여동생 카밀라의 동상을 끌어내리려 시도하다가 그 동상에 깔려 죽었다. 엘리너는 처음에 민디의 집으로 도망갈 계획이었지만, 마이클에게 치디가 그녀를 돕지 않으려 한 적이 없었다는 사실을 듣게 되자 마이클의 계획에 따르기로 한다. 다만 엘리너는 한 가지 조건을 덧붙이는데, 마이클이 반드시 치디의 윤리학 수업에 참여해야 한다고 못박는다. 마이클이 인간을 '바퀴벌레'와 다름 없다고 여기긴 하지만, 이에 동의한다. 비키가 최고 점수 획득자이자 명예 시장을 맡기로 하며, 마을은 재부팅된다. 주인공 네 사람과 마이클은 서로 비밀리에 만나고, 사람들을 행복하게 하도록 프로그래밍된 재닛도 그들의 무리에 합류해 그들을 돕게 된다. |           |                                                                   |                 |                           |                  |           |                        |
| 18 | 5         | "Existential Crisis" "위기의 마이클"                              | 베스 매카시밀러 | 앤드루 로                 | 2017년 10월 12일 | 206       | 4.05                   |
| 치디는 마이클이 영원히 살 수 있기 때문에 인간의 윤리에 대해 진정한 관심을 갖기 어렵다는 사실을 깨닫고, 마이클에게 자신의 존재가 사라지는 것과 같은 '은퇴'의 가능성을 대면하도록 한다. 그러자 마이클은 실존적 위기로 인해 절망에 빠졌다가 중년기 위기로 건너 뛰게 되고, 치디는 이러한 마이클의 심리적인 변화가 부적절하다고 판단한다. 엘리너는 마이클에게 죽음에 대한 슬픔이 인간성의 본질적인 부분이라고 설명한다. 마이클은 엘리너에게 고마움을 표하고, 치디는 자신의 윤리학 수업을 계속 진행할 수 있겠다고 결론짓는다. 타하니는 거너를 위해 준비한 자신의 생일 파티가 비키가 계획한 화려한 파티에 가려지자 힘들어 한다. 타하니는 비키의 계획을 알고 있었음에도 비참한 기분을 느끼고, 이러한 피상적인 문제들에 영향을 받는 자신을 한탄한다. 타하니는 자신을 칭찬해 준 제이슨과 같이 밤을 보내고, 둘은 행복했지만 직후에 타하니가 대화를 나누기를 원하는 반면 제이슨은 무심한 태도를 보인다. 한편 엘리너는 자신의 삶에 있었던 죽음과 관련된 중요한 장면들을 떠올린다. 어린 엘리너를 앞에 두고 알코올 중독인 어머니가 반려견의 죽음을 가볍게 여기는 장면과 성인이 된 엘리너가 아버지의 장례식에 참석해 자신은 괜찮다고 이야기하는 장면, 그리고 가족용으로 만들어진 베드 배스 앤드 비욘드의 칫솔 홀더를 보고 울음을 터뜨리는 장면이 나온다. |           |                                                                   |                 |                           |                  |           |                        |
| 19 | 6         | "The Trolley Problem" "트롤리 문제"                               | 딘 홀랜드       | 조시 시겔 & 딜런 모건     | 2017년 10월 19일 | 205       | 3.92                   |
| 치디는 자신의 윤리학 수업에서 트롤리 문제 사고 실험을 가르치지만, 마이클이 갖고 있는 사후 점수 시스템에 관한 지식이 치디의 이론적 접근과 충돌한다. 마이클은 학습에 도움이 된다며 치디로 하여금 트롤리 문제를 실제로 경험하게 하지만, 결국 자신이 치디를 고문하고 있음을 인정한다. 이에 치디는 마이클을 수업에서 쫓아낸다. 마이클은 사람들을 달래기 위해 그들 각각에게 맞춘 호화로운 선물을 준비하지만, 치디는 이를 뇌물이라고 지적한다. 이후 마이클이 진심을 담은 정확한 표현으로 치디에게 사과를 하자, 치디는 마이클을 받아들인다. 타하니와 제이슨은 관계를 이어나가지만, 타하니는 둘의 사이를 비밀로 하기를 원하는 반면 제이슨은 이를 공개하고 싶어 한다. 재닛은 그 둘의 커플 상담을 해준다. 한 달에 걸쳐 둘 사이의 관계는 진전되지만, 재닛은 자신의 사양을 넘어서는 작업을 수행하면서 오류를 겪는다. 결국 재닛은 마이클에게 오류가 심각해지면 마을이 무너질 수 있다고 경고한다. |           |                                                                   |                 |                           |                  |           |                        |
| 20 | 7         | "Janet and Michael" "재닛과 마이클"                               | 딘 홀랜드       | 케이트 거스튼             | 2017년 10월 26일 | 207       | 3.97                   |
| 마이클은 실험을 시작하기 전에 창고에서 재닛을 훔친 뒤 자신을 굿 플레이스의 설계자로 소개하고 함께 마을을 만들었다. 현재, 마이클은 비키가 치디를 바늘로 고문하는 데 정신이 팔린 사이 재닛의 문제를 고치려고 한다. 재닛의 설명서에 결함이 거짓말로 인해 발생한다고 적힌 걸 확인한 마이클은 마을의 진짜 목적에 관해 거짓말을 한 스스로를 탓한다. 하지만 재닛이 타하니와 제이슨의 관계에 관해 이야기할 때 오류가 발생하는 걸 발견하고, 아직도 마음 깊숙한 곳에서는 제이슨에 대한 사랑이 남아있는 재닛이 둘의 관계를 보고도 행복하다고 거짓말을 했기 때문임을 깨닫는다. 재닛도 자신의 문제를 이해하고 자신을 죽이라고 이야기하지만, 마이클은 변명을 하다가 재닛이 자신의 친구이기 때문에 그렇게 할 수 없다고 거절한다. 대신 둘은 엘리너에게 조언을 구하는데, 엘리너는 재닛이 인간의 감정을 잘 처리할 수 있게 이야기한다. 땜빵 애인을 만들라는 엘리너의 조언에 따라 재닛은 정신 상태가 미숙하고 쉽게 들뜨며 주의가 산만한 남자 친구 데릭을 만들어낸다. |           |                                                                   |                 |                           |                  |           |                        |
| 21 | 8         | "Derek" "데릭"                                                    | 주드 웽         | 코드 제퍼슨               | 2017년 11월 2일  | 208       | 3.06                   |
| 마이클은 데릭의 존재 때문에 자신의 계획이 들킬까 두려워한다. 마이클은 일단 제이슨과 타하니를 여행 보내고 치디와 엘리너에게 조언을 구한다. 재닛과 데릭의 관계는 악화된다. 제이슨과 타하니는 결혼하기 위해 재닛을 부르고, 치디는 재닛이 데릭을 제거할 수도 있는 이중 효과에도 불구하고 제이슨과 타하니에게 재닛의 문제를 알리는 게 가장 윤리적인 행동이라고 판단한다. 그러자 엘리너가 재닛의 문제를 제이슨과 타하니에게 알리는 동시에 자신이 재닛의 친구로서 시간을 두고 재닛의 깊은 감정을 정리할 수 있도록 돕겠다고 제안한다. 재닛은 데릭을 비활성화한다. 제이슨과 타하니는 친밀한 관계로 남지만, 서로 둘 사이의 관계가 어떤 관계인지 확신하지 못한다. 자신과 치디가 한 침대에 누워 있는 모습을 촬영한 민디의 테이프를 몰래 반복해서 본 엘리너는 그 비디오를 치디에게도 보여준다. 치디는 자신이 엘리너를 사랑한다고 느끼지 않는다고 말하고, 엘리너 또한 자신도 마찬가지라고 밝힌다. 마이클은 엘리너에게 윤리에 관해 이야기하고 싶어한다. 엘리너는 옳은 일을 하려고 노력하는 것이 스스로에게 만족감을 주며, 마이클이 자신에게 도움을 요청한 것이 인간적인 행동이라고 이야기한다. 한편, 숀은 마이클의 사무실을 찾는다. |           |                                                                   |                 |                           |                  |           |                        |
| 22 | 9         | "Leap to Faith" "믿음의 도약"                                     | 린다 멘도자     | 크리스토퍼 엔셀           | 2018년 1월 4일   | 209       | 3.08                   |
| 숀은 마이클을 격려한다. 마이클이 거짓으로 작성한 보고서 덕분에 숀과 마이클 모두 승진하게 되었고, 덕분에 새로운 고문 계획이 널리 시행될 예정이라고 말한다. 곧 마이클은 엘리너와 치디, 타하니, 제이슨을 불러 네 사람이 배드 플레이스에 있음을 '폭로'하고, 악마들이 마을을 파괴하고 떠날 것이며 네 사람은 다음날부터 기존에 배드 플레이스에서 행해지는 고문을 받게 될 것이라고 알린다. 네 사람은 처음에 숀에게 마이클의 거짓말을 폭로하거나 민디 세인트클레어의 집으로 도망갈 것을 고려한다. 하지만 엘리너만은 마이클이 키르케고르를 언급한 것이 그들로 하여금 마이클을 믿고 도약할 것을 암시하는 신호라는 것을 깨닫고, 사실은 마이클의 잔인한 조롱에 계획이 숨겨져 있음을 알아챈다. 먼저 재닛은 데릭을 데려와 기차를 운행하게 하고, 네 사람은 악마들이 마을을 떠나기 위해 탑승할 예정인 기차 밑 선로에 숨는다. 다음으로 마이클은 비키에게 인간 탈출의 책임을 뒤집어 씌운다. 그리고 악마들이 떠나자 마이클, 재닛, 네 사람이 마을에 안전하게 남게 된다. 민디는 성관계에 거리낌 없는 데릭이 코카인을 들고 자신의 집을 찾아오자 기뻐한다. |           |                                                                   |                 |                           |                  |           |                        |
| 23 | 10        | "Best Self" "적성에 안 맞아"                                      | 줄리 앤 로빈슨  | 타일러 스트라에슬         | 2018년 1월 11일  | 210       | 3.11                   |
| 마이클은 네 사람에게 열기구를 타고 굿 플레이스에 갈 것인데, 열기구를 타기 위해서는 자아실현을 한 사람만이 탈 수 있고 영혼의 무게가 줄었다면 승선이 거부된다고 말해준다. 네 사람은 열기구 탑승을 위해 애쓰지만 실패하고, 마이클은 사실 10억 가지 이상의 방법을 탐색했음에도 굿 플레이스에 들어갈 방법을 찾지 못했기 때문에 시간만 끌고 있었다고 고백한다. 더 이상 방법이 없었던 그들은 파티를 연다. 타하니는 제이슨과의 관계를 끝낸다. 엘리너는 치디에 대한 감정을 고백하지만, 치디는 자신이 감정을 다루는데 어려움을 겪고 있으며 정상적인 상황에서 엘리너를 만났으면 더 좋았을 것이라고 말한다. 네 사람은 마이클이 평범한 사람보다 더 열심히 옳은 일을 하려고 노력했다면서 마이클을 '명예 인간"으로 부르고 그를 칭찬한다. 타하니는 '사후세계의 주관자와의 대화를 요구하자'고 제안한다. 하지만 마이클은 사후세계를 관장하는 판사가 제대로 사안을 살펴보지 않기도 하고, 무엇보다 배드 플레이스를 거쳐야만 판사를 만날 수 있다고 말한다. 그러자 엘리너는 시도해보자고 하고 이에 모두가 동의한다. 마이클은 자신을 데리러 온 배드 재닛을 무력화시키고, 원래 재닛은 마을이 사라지는 가운데 모두를 기차에 태워 배드 플레이스로 안내한다. |           |                                                                   |                 |                           |                  |           |                        |
| 24 | 11        | "Rhonda, Diana, Jake, and Trent" "론다, 다이애나, 제이크, 트렌트" | 앨런 양         | 젠 스태츠키 & 댄 스코필드 | 2018년 1월 18일  | 211       | 3.00                   |
| 판사를 만나기 위해서는 포털을 지나야 하는데, 포털을 지나려면 특별 배지가 필요해서 마이클은 배드 플레이스 본부 내에서 배지를 얻으려고 한다. 네 사람이 숨어 있던 장소에서 예상치 못하게 리셉션이 열리자, 네 사람은 악마인 척 연기하고 재닛은 배드 재닛 행세를 한다. 치디는 거짓말을 하고 싶지 않았지만, 엘리너가 그에게 도덕적 특수주의 상황에서 거짓말을 할 수 있다고 설득한다. 마이클은 민디의 집에서 인간들을 데려올 송환 서류를 작성했다며 배지를 달라고 하지만, 숀은 규정을 이기고 민디의 집에 특수부대를 보내 네 사람이 그곳에 없다는 걸 알아낸다. 마이클은 도망치며 배지를 훔치고 리셉션 장소에서 네 사람과 재회하지만, 그곳에서 네 사람의 정체에 대한 발표회가 열린다. 제이슨이 화염병으로 숀의 추격을 뿌리치고, 재닛을 제외한 다섯은 그곳을 탈출한다. 마이클은 타하니, 제이슨, 치디를 포털로 보낸 후에 배지가 하나 부족하다는 사실을 깨닫는다. 그리고는 트롤리 문제에 처한 자신이 희생한다고 생각하고 남은 배지 하나를 엘리너에게 주고, 숀이 그곳에 막 도착할 무렵 엘리너를 포털로 밀어 넣는다. |           |                                                                   |                 |                           |                  |           |                        |
| 25 | 12        | "The Burrito" "부리또"                                            | 딘 홀랜드       | 메건 앰램 & 조 맨디       | 2018년 1월 25일  | 212       | 3.65                   |
| 마이클은 숀에게 자신이 거짓말을 했다는 사실을 고백하고, 이 사실이 드러나기를 원하지 않았던 숀은 마이클을 은퇴시키는 대신 감금시킨다. 숀을 돕던 배드 재닛은 사실 마이클의 재닛임이 밝혀지고, 재닛은 숀을 무력화시킨다. 한편, 네 사람은 판사의 방에 도착한다. 엘리너는 다른 사람들에게 마이클이 희생했음을 밝힌다. 젠 판사는 엘리너, 치디, 제이슨, 타하니의 이야기를 듣기로 결정하고, 그들 각자가 얼마나 성장했는지 테스트를 봐야 한다고 말한다. 네 사람의 요청에 따라 그들 모두 테스트를 통과해야만 굿 플레이스에 갈 수 있게 된다. 먼저 제이슨은 충돌 조절 테스트에서 실패한다. 타하니는 다른 사람들이 뒷담화하는 내용을 무시해야 하는 테스트를 보지만, 그녀가 평생 경험했던 부모님의 잔인한 평가를 들으면서 실패하고 만다. 엘리너는 젠으로부터 치디와 자신은 테스트 없이 통과지만 나머지 두 사람은 실패했다는 이야기를 듣는다. 그러자 치디가 제이슨과 타하니 없이 둘만 굿 플레이스로 가는 것이 윤리적이라고 말하고, 엘리너는 이 '치디'가 가짜라는 사실을 정확히 알아내고 그 제안을 거절한다. 그러자 젠는 엘리너를 칭찬한다. 진짜 치디는 결정을 내려야 하는 테스트에서 실패를 맛본다. 젠은 네 사람에게 실패했다고 말하고, 엘리너는 자신도 실패했다고 말한다. 젠이 네 사람을 배드 플레이스로 보내기 전에, 마이클과 재닛이 그곳에 도착한다. |           |                                                                   |                 |                           |                  |           |                        |
| 26 | 13        | "Somewhere Else" "다른 곳에서"                                    | 마이클 슈어     | 마이클 슈어               | 2018년 2월 1일   | 213       | 3.19                   |
| 마이클은 불멸의 존재들이 불가능하다고 생각했던 인간들의 사후 개선이 이루어졌다는 점을 들어, 사후 세계 시스템이 잘못되었다고 주장한다. 재닛은 제이슨에게 사랑한다고 말하고, 이에 영향을 받은 치디가 엘리너에게 키스를 한다. 젠은 네 사람을 각자 분리된 미디엄 플레이스에 두고 최대 백만 년 동안 숙고하겠다고 하지만, 엘리너는 이 제안이 부당하다며 거절한다. 젠은 네 사람이 도덕적 보상이 있었기에 스스로 발전했다고 생각하지만, 마이클은 격려만 있다면 인간들은 어떤 경우에도 도덕적 성장을 위해 노력한다고 생각한다. 결국 네 사람의 기억은 다시 지워지고 마이클은 시간을 되감는다. 새로운 시간대에서 엘리너는 자신을 죽게 만들었던 사고를 피하게 된다. 마이클과 재닛은 네 사람의 행동을 계속 모니터링한다. 엘리너는 깨달음을 얻은 뒤 정직하지 못한 방법으로 돈을 버는 회사를 그만두고, 환경주의자로 일하며 정직하게 살기 위해 노력한다. 하지만 6개월 후에 자신의 친절함이 부당한 대우로 돌아오는 것을 보면서 환경 운동에 대한 열정을 잃어버렸고, 이후 6개월 동안 이전의 생활 방식으로 돌아간다. 그러자 젠의 시선을 피해 엘리너 앞에서 바텐더로 등장한 마이클은 엘리너에게 도덕성에 관한 질문을 던지며, 엘리너가 '우리가 서로에게 지는 의무'를 주제로 한 치디의 세 시간짜리 온라인 강연을 보게 유도한다. 이 강연에 매료된 엘리너는 치디를 만나기 위해 오스트레일리아로 향하고, 마이클은 이에 기뻐한다. |           |                                                                   |                 |                           |                  |           |                        |

## 평가
《굿 플레이스》의 두 번째 시즌은 비평가들 사이에서 호의적인 평가를 받았다. 로튼 토마토에서는 58개의 리뷰를 기반으로 신선도 지수 100%, 평균 점수 10점 만점에 8.95점을 기록하고 있다. 로튼 토마토에서 비평가의 의견을 정리하자면 "스스로 전제를 뒤집음으로써, 굿 플레이스는 첫 시즌보다 더 재미있는 두 번째 시즌을 만들어냈다."이다. 메타크리틱에서는 10명의 비평가의 리뷰를 기반으로 100점 만점에 87점을 받아 '전반적인 호평'을 이끌어냈다.

### 비평가 선정 톱 10 작품
《굿 플레이스》는 메타크리틱의 '2017년 베스트: 텔레비전 비평가의 톱 10 리스트'에서 5위에 올랐다. 이 순위는 여러 주요 TV 비평가들과 매체에서 선정한 연말 톱 10 리스트에 각 TV 프로그램이 등장한 횟수를 기준으로 점수를 부여하여 결정된다.

### 수상 및 후보
《굿 플레이스》는 제70회 프라임타임 에미상에서 테드 댄슨이 코미디 시리즈 남우주연상 후보로, 마야 루돌프가 코미디 시리즈에서 여우게스트상 후보에 오르며 두 부문에 후보로 올랐다. 제34회 TCA 어워드에서는 우수 코미디 프로그램 부문을 수상했으며, 올해의 프로그램 부문과 코미디 연기자 부문(테드 댄슨)에도 후보에 올랐다.